# Audi TT

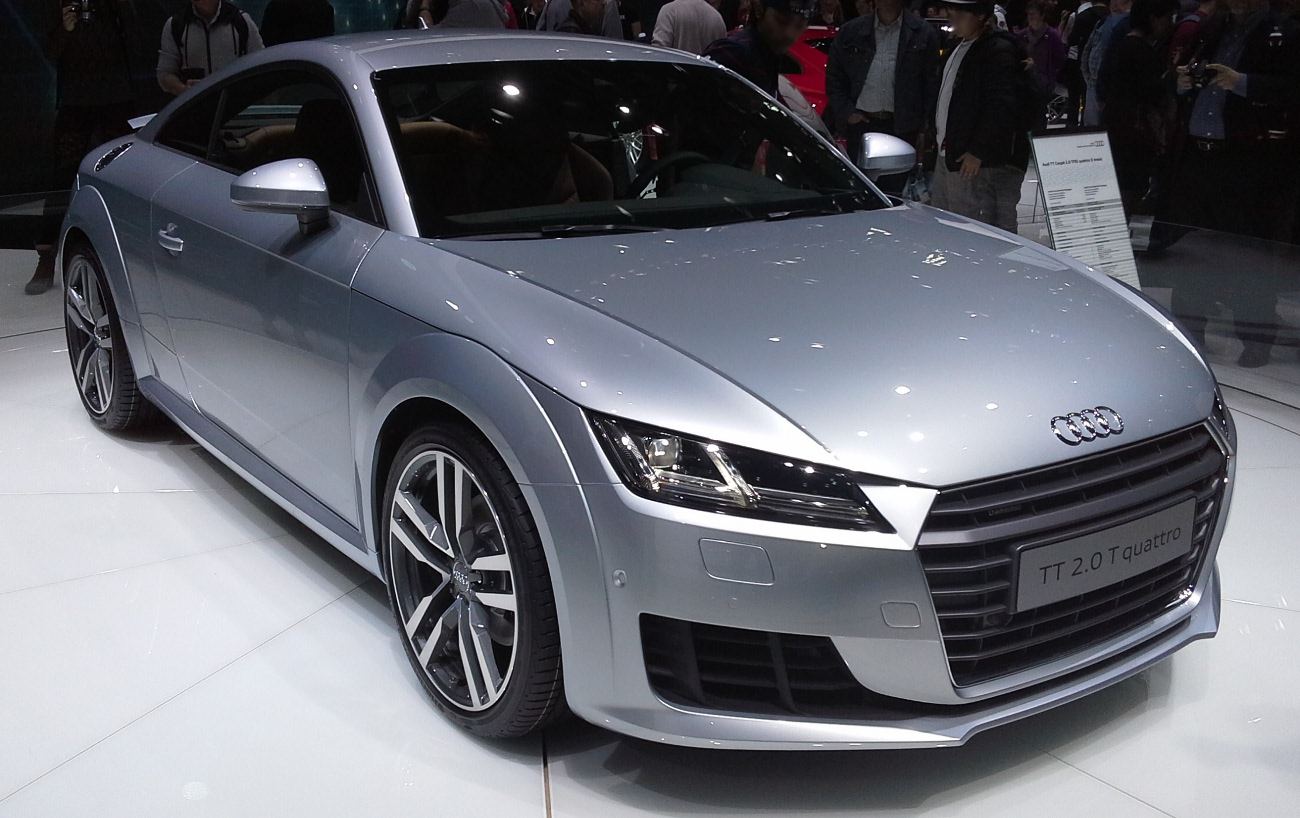
Audi TT:s tredje generation

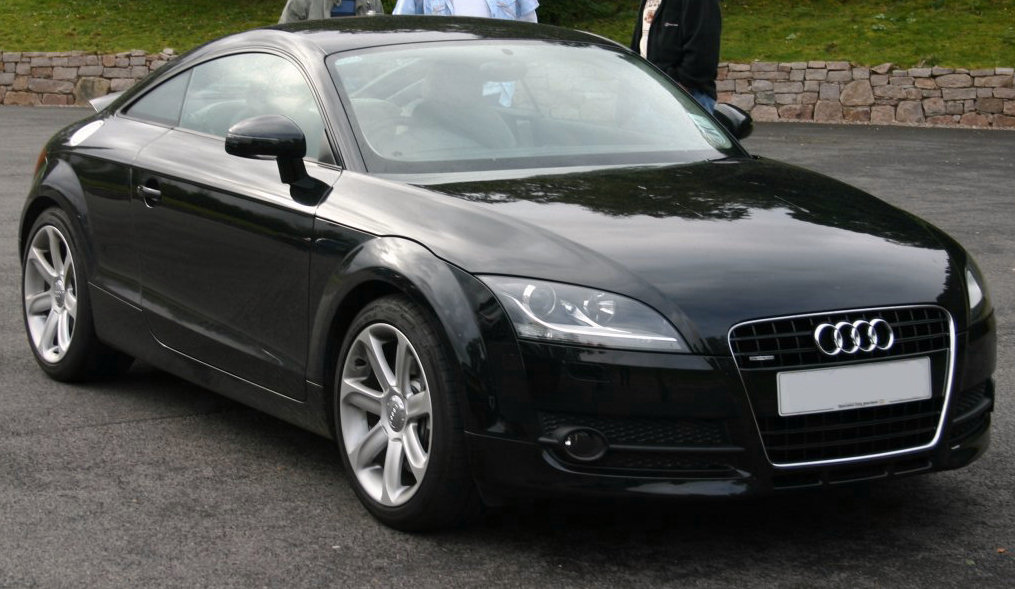
Audi TT:s andra generation

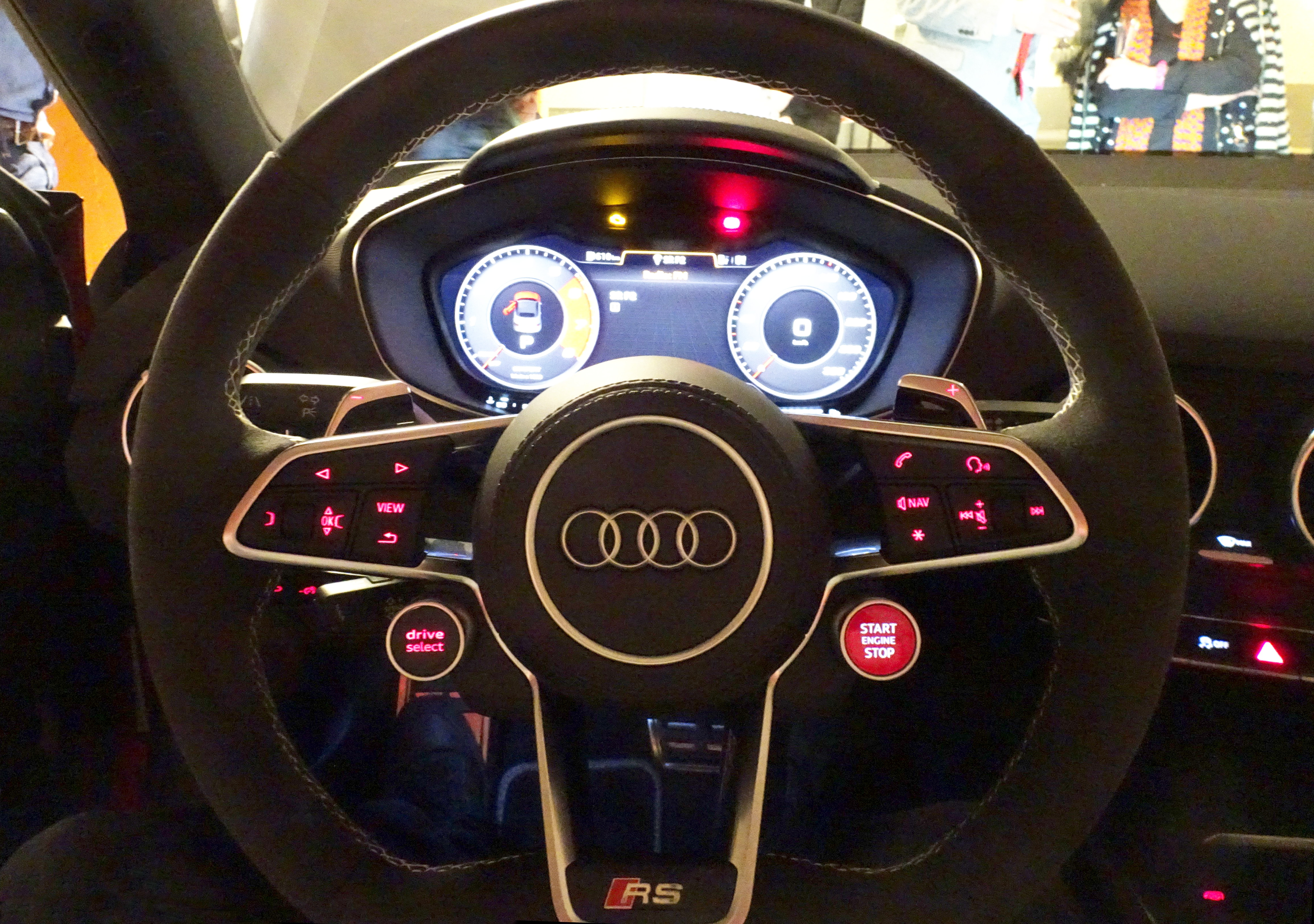
Audi Roadster TT RS, tredje generation.

Audi TT är en mindre sportbil från Audi lanserad 1999. Den tredje generationen lanserades 2014 och är den senaste generationen av Audi TT. Audi TT modellerna är kända för den vackra designen. År 2006 blev Audi TT generation 2 vald till världens vackraste bil. 

## Modellgenerationer
Modellgeneration 1 (8N): TT fanns de första åren på marknaden med två motoralternativ;
Grundutförande på Audi TT var en 1.8T på 180 hk och 235 Nm med en 5-växlad manuell växellåda.
High-end modellen kom med en 1.8T quattro på 225 hk och 280 Nm med en 6-växlad manuell växellåda samt var fyrhjulsdriven.
Båda använde dock samma grundmotor, en 4-cylindrig radmotor på 1781 cm³ med 5 ventiler per cylinder, men modellerna 180 hk och 225 hk hade bl.a. olika turboaggregat och laddluftkylare där modellen med 225 hk fick den större turbon. 1.8T fanns även i versioner, samtliga ej tillgängliga på den svenska marknaden, med 150, 163 190 och 240 hk beroende på årsmodell. 163 respektive 190 hk ersatte 150 respektive 180 mot slutet medan 240 hk var endast tillgänglig i specialmodellen Quattro Sport.
De första Audi TT-modellerna såldes utan en bakre vinge. Samtliga Audi TT-bilar blev återkallade år 2000 eftersom man upptäckt efter flera dödsfall skett till följd av att bakaxeln på bilen kunde förlora grepp vid höga hastigheter. I samband med återkallandet monterades en bakre vinge, Audis elektroniska stabilitets program (ESP) samt ett anti-spinn system (ASR) på bilarna.     
År 2002 kom modellens första facelift. Denna facelift inkluderade annan grill, sänkt chassi, 18" hjul och xenonljus. 
År 2003 kompletterades motorprogrammet med en 3,2 liters (3189 cm³) VR6:a på 250 hk (184 kW) och 320 Nm, även denna var fyrhjulsdriven och kallades för 3.2 quattro.
Tekniken "under skalet" hade mycket gemensamt med de samtida koncernsyskonen VW Golf Mk4 och Audi A3 Mk1. Den är byggd på samma plattform, PQ34.
Sista bilen av modellgeneration typ 1 (8n) byggdes i juni 2006. 
Modellgeneration 2 (8J): 
Generation två som kom år 2006 är designad av den italienske bildesignern Walter de’Silva.
Den är på alla sätt och vis mer sofistikerad än föregångaren och är baserad på VAG:s PQ35-plattform som även används till koncernsyskonen VW Golf Mk5/Mk6 och Audi A3 Mk2.
Under huven ståtar nya direktinsprutade motorer och aluminium har flitigt används i bilens uppbyggnad.
Tillsammans med flera faktorer har bilen blivit tiotals kg lättare än föregångaren, samtidigt som antalet kg med lyxutrustning har ökat. I slutänden är dock bilens svenska tjänstevikt (TT 2.0T) 1365 kg  medan den på samma plattform baserade Volkswagen Scirocco endast är 15 kg tyngre trots avsaknad av aluminiumtekniken.
Audi påstod vid lanseringen av modellen, att den blivit betydligt mindre understyrd och körgladare än modellgeneration 1.
Audis påstående har bekräftats av pressen.

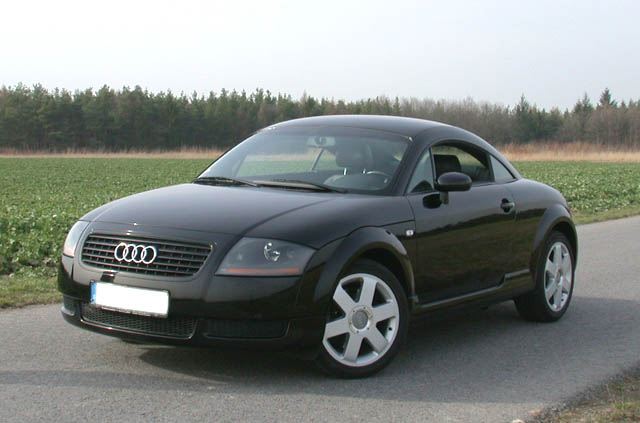
Audi TT:s första generation.

Modellen levereras eller har levererats med bensinmotorer på 160, 200, 211, 250, 272 (TT-S) och 340 (TT-RS) hk och dieselmotor på 170 hk.
År 2006 blev Audi TT generation 2 krönt till världens vackraste bil. 
Modellgeneration 3 (MK3/8S): 
Denna generation visades först upp på Genèves Motorshow 2014. Bilens design var betydligt mer vinklad, dessutom var bilen 45 kg lättare än den föregående generationen. Nya Audi TT är byggd på Volkswagens nya MQB plattform som gör den lättare och roligare att köra än föregångaren. När Audi designade nya TT så var fokuset stort på föraren därför kommer den med t.ex. Audi virtual cockpit (12,3 tums skärm framför föraren) och inte någon multimedia skärm som sitter i mittkonsolen.  
När den först lanserades i Sverige så kom den med en 2.0 tfsi Quattro 230 hk med 6 stegad dubbelkopplingslåda eller så kallad s-tronic. Den kom med också en 2.0 diesel med 184 hk med framhjulsdrift och en 6-växlad manuell låda. Till 2016 årsmodell kom även 1.8 tfsi med 180 hk antingen 6-växlad manuel eller en dubbelkopplingslåda den version kommer endast med framhjulsdrift. Det finns även en vassare version TTS. Audi TTS har en 2.0 bensin motor med turbo på 310 hk. Det går att få manuell eller s-tronic dubbelkopplingslåda låda. 0-100 tar 4.6 s med s-tronic med manuell 4.9 s. Det finns också en cab version tillgänglig som kallas roadster.
2017 hade TT RS premiär. Modellen har 400 hk, 5 cylindrar och 7-växlad dubbelkopplingslåda.
2019 uppdaterades modellen med smärre yttre ändringar och ändrade motoreffekter (197 hk för 40 TFSI, 245 hk för 45 TFSI, TTS 306 hk och 400 hk för TT RS). I december 2020 fanns det 579 bilar av MK3-generationen registrerade i Sverige, där modellen med 180/197 hk är vanligast med nästan hälften av exemplaren.

### Modeller och motorprogram
Bensin/diesel
| Modellnamn       | Effekt (hk) | Volym (cm³) | Motormodell                            |  |
| ---------------- | ----------- | ----------- | -------------------------------------- |  |
| 1.8 TFSI         | 180         | 1798        | Rak fyrcylindrig bensinmotor Turbo     |  |
| 2.0 TDI          | 184         | 1968        | Rak fyrcylindrig Dieselmotor Turbo     |  |
| 2.0 TFSI Quattro | 230         | 1984        | Rak fyrcylindrig bensinmotor Turbo     |  |
| TTS Quattro      | 310         | 1984        | Rak fyrcylindrig bensinmotor med Turbo |  |
| TT RS            | 400         | 2 480       | Tvärställd 5-cyl radmotor              |  |